# Jonisk grekiska

Antika grekiska dialekter

Jonisk grekiska var en underdialekt inom attisk-jonisk antik grekiska. Den tros ha spridits i Grekland under de doriska invasionerna, cirka 1000 f.Kr. Under 400-talet f.Kr. talades språket på Mindre Asiens kust, liksom på öarna Chios och Samos. Språket talades också på ett flertal öar i centrala Egeiska havet, och på den stora ön Euboea norr om Athen. Via kolonisation spreds språket ytterligare till områden kring norra Egeiska havet, Svarta havet och västra Medelhavet.
Jonisk grekiska delas in i en gammal och ny form. Övergången mellan de två är osäker, men ungefär 600 f.Kr. är en rimlig uppskattning.
Homeros stora epos Iliaden och Odysséen skrevs på äldre jonisk grekiska, med inslag av aiolisk dialekt.